# Tinnsjå
Tinnsjå (Tinnsjø, Tinnsjøen) is een groot meer in de provincie Telemark in Noorwegen. Het ligt tussen Tinn en Notodden.
Ten noorden van het meer ligt de plaats Tinn Austbygd.
Op 20 februari 1944 zonk de veerboot Hydro naar de bodem van het meer nadat het Noorse verzet explosieven had geplaatst. De boot vervoerde treinwagons met zwaar water van de fabriek van Norsk Hydro in Vemork naar Duitsland om het te gebruiken bij de ontwikkeling van een atoombom. Zie ook: De aanslag op de Hydro